# フォスミド
フォスミド(英: fosmid)はベクターの1種である。原理はコスミドと似ており、ほぼ同等サイズ（40kb前後）の配列をクローニングできるが、Fプラスミドの複製機構を用いることでインサートをより安定に保持できるようになっている。

## 経緯
真核生物のように配列が複雑なゲノムをライブラリ化する際には、ライブラリの不安定性が問題になる。ゲノム中に存在する複雑な反復配列によってしばしば相同組換えが起き、継代を重ねるうちにインサートの再編や部分的な欠失が起きるのである。宿主として組換え機構に欠陥を持たせた細菌を利用することで安定性を向上できるが、それにより細菌の生存が困難になっていくため組換え機構を完全に排除することはできない。
そこで1細胞に保持されるDNA分子の数を減らし組換えの頻度を抑えるという目論みで開発されたのが細菌人工染色体(BAC)である。BACにはFプラスミドの複製に必要な因子（oriS,repE,parA,parB）が存在しており、300kbという大きなインサートを細菌1細胞あたり1～2分子という低コピーで安定に維持できる。しかしインサートの調製や大腸菌の形質転換に特別な機器を必要とし、プラスミドやコスミドと比較して操作が煩雑であるという難点がある。
そこでコスミドの原理にFプラスミドの複製機構を組み合わせることで、簡便かつ安定なライブラリ作成を可能にしたのがフォスミドである。BACとフォスミドは同じ研究チームが同時期に開発しており、論文として公表されたのはBACよりフォスミドが先である。